# Tutto quello che avreste voluto sapere sul sesso* *ma non avete mai osato chiedere
Tutto quello che avreste voluto sapere sul sesso* *ma non avete mai osato chiedere (Everything You Always Wanted to Know About Sex* *but Were Afraid to Ask) è un film del 1972 scritto, diretto e interpretato da Woody Allen, basato sull'omonimo libro divulgativo del sessuologo David Reuben.

## Trama
Il film è composto da sette episodi, ognuno dei quali mette in scena un particolare aspetto della vita sessuale:
Gli afrodisiaci funzionano?
Un giullare per niente divertente deve andare a letto con la regina per vendicare l'uccisione del padre. Riesce a far bere una pozione magica afrodisiaca alla regina, ma qualcosa va storto.
Che cos'è la sodomia?
Un pastore armeno, non sentendosi più amato dalla sua pecora "prediletta", decide di andare negli Stati Uniti per farla vedere da un dottore. Tuttavia anche questi si innamora dell'animale, che diventa protagonista di amori impossibili, scandali e tradimenti.
Perché alcune donne faticano a raggiungere l'orgasmo?
In una stereotipata Italia felliniana degli anni 1970, Faustino ha difficoltà nel soddisfare sessualmente la sua sposina bolognese Gina. Dopo aver raccolto i più disparati consigli dai suoi amici capisce per caso che alla moglie piace farlo nei posti più insoliti.
I travestiti sono omosessuali?
La classica coppia media statunitense va controvoglia a incontrare i genitori del ragazzo della figlia, più ricchi e colti di loro. Tuttavia il padre della ragazza ha un "vizio" difficile da soddisfare, che lo mette nei guai, svergognandolo agli occhi della moglie e dei consuoceri.
Cosa sono le perversioni sessuali?
Una parodia del quiz What's My Line?
Gli studi sul sesso sono affidabili?
Lo studente Victor si reca, insieme a una giovane giornalista, nella casa del dottor Bernardo, un sessuologo. Tuttavia gli studi del luminare, dapprima solo bizzarri, si rivelano infine delle pericolose follie.
Cosa succede durante l'eiaculazione?
In un fantascientifico laboratorio tecnologico che è il cervello umano, tutti gli organi del corpo si ritrovano a collaborare per cercare di far riuscire al meglio un appuntamento con una ragazza. Partendo da una cena romantica fino al coito nel parcheggio del ristorante, in un crescendo rossiniano vengono svelate tutte le fasi che portano a un rapporto sessuale.

## Produzione
L'idea originale di Allen prevedeva che il film cominciasse con il segmento degli spermatozoi vestiti da paracadutisti che si preparavano a entrare in azione e si concludesse con quella del seno gigante. Fu Pauline Kael (una critica del New Yorker) a convincerlo a modificare la sequenza, così da evitare che il film cominciasse con l'episodio ritenuto più divertente.
L'episodio Perché alcune donne faticano a raggiungere l'orgasmo? è un omaggio/parodia del cinema di Federico Fellini e Michelangelo Antonioni ed è recitato, nella versione originale, interamente in lingua italiana e sottotitolato in inglese. Ciononostante, nell'edizione italiana s'è rivelato comunque necessario l'apporto del doppiaggio per via della scarsa fluenza degli attori e da alcune battute viziate dalla loro lingua madre. Il nome Faustino del personaggio di Allen nei titoli di coda risulta Fabrizio, ovvero il nome originale nella versione statunitense.